# جولیو ساراودی
جولیو ساراودی (انگلیسی: Giulio Saraudi؛ ۳ ژوئیه ۱۹۳۸ – ۲۰ آوریل ۲۰۰۵ (aged 66)) بوکسور اهل ایتالیا بود.